# Memecylon insulare
Memecylon insulare är en tvåhjärtbladig växtart som beskrevs av Abílio Fernandes och Rosette Mercedes Saraiva Batarda Fernandes. Memecylon insulare ingår i släktet Memecylon och familjen Melastomataceae. Inga underarter finns listade i Catalogue of Life.